# Guerra civil lituana (1389-1392)
La Guerra civil lituana de 1389-1392 fue el segundo conflicto civil entre Jogaila, rey de Polonia y Gran Duque de Lituania, y su primo Vitautas el Grande. El motivo del conflicto es el control del Gran Ducado de Lituania, entonces el mayor país de Europa. Jogaila fue coronado rey de Polonia en 1386; instaló a su hermano Skirgaila como gobernante de Lituania. Skirgaila, poco a poco fue ganando impopularidad, y Vitautas intentó deponerlo. Cuando fracasó su primer intentó de capturar Vilna, la capital, Vitautas se alió con los Caballeros Teutónicos, su enemigo común -como lo había sido para los dos primos en la guerra civil de entre 1381 y 1384. Vitautas y los Caballeros asediaron Vilna en 1390. En los siguientes dos años se demostró que ninguno de los dos bandos podrían obtener una rápida victoria, y Jogaila propuso un compromiso: Vitautas se convertiría en Gran Duque y Jogaila se erigiría en Duque Superior. Esta propuesta fue formalizada en el Acuerdo de Ostrów de 1392, y Vitautas se volvió contra los Caballeros. Gobernaría como Gran Duque de Lituania durante los siguientes 38 años en paz con su primo.

## Antecedentes
La Familia de Gediminas creó un estado que cubría los territorios de las actuales Bielorrusia, Ucrania, Transnistria, y partes de Polonia y Rusia. Gediminas murió en 1341; tras su muerte, sus hijos Algirdas y Kęstutis, padres de Jogaila y Vitautas, cogobernaron el Gran Ducado pacíficamente. Sin embargo, tras la muerte de Algirdas en 1377, Kęstutis, Jogaila, y Vitautas comenzaron a luchar por el poder. Durante su primer conflicto, tanto Vitautas como Jogaila se comprometieron en alianzas de poca vida con la Orden teutónica. Vitautas no consiguió hacerse con el trono, y se reconcilió con Jogaila en 1384. Jogaila creó una nueva alianza significativa al casarse con la reina Eduviges I de Polonia en febrero de 1386 y fue coronado Rey de Polonia. Este matrimonio requisó algunas concesiones por parte de los lituanos, ya que Eduviges era miembro de varias familias europeas prominentes. Como precondición para el matrimonio, en agosto de 1385 se firmó la Unión de Krewo, que incluía por parte de los líderes un compromiso para renunciar al paganismo y cristianizar a sus súbditos, y establecer una unión personal entre Polonia y Lituania. La Unión fue un hecho no del gusto de los Caballeros Teutónicos, ya que unía a dos países hostiles a la Orden, y una cristianización de Lituania, privaba a los Caballeros de una excusa para guerrear contra ese país. La Orden, por tanto, hizo lo que pudo por deshacer la unión polaco-lituana: reclamaron Samogitia, una región de la Lituania occidental que bordeaba el Mar Báltico, y no reconocieron el bautismo de Jogaila en 1386.
Vitautas se convirtió en duque de Hrodna y Podlaquia; Jogaila designó a su hermano Skirgaila regente de Lituania. Skirgaila, que también gobernaba en el patrimonio de Vitautas de Trakai, no era del gusto de la nobleza lituana. Vitautas, por el otro lado, cada vez era más popular, por lo que Jogaila comenzó a verle como un rival. Vitautas contaría entonces con el apoyo de los lituanos que estaban resentidos por la intervención polaca desde la reciente Unión de Krewo. Los lituanos que le apoyaban querían mantener unas estructuras legales distintas y reservar los cargos públicos para los lituanos. Las élites lituanas también estaban descontentos con los cambios que había implementado Jogaila en el gobierno.

## Guerra civil

### 1389-1390

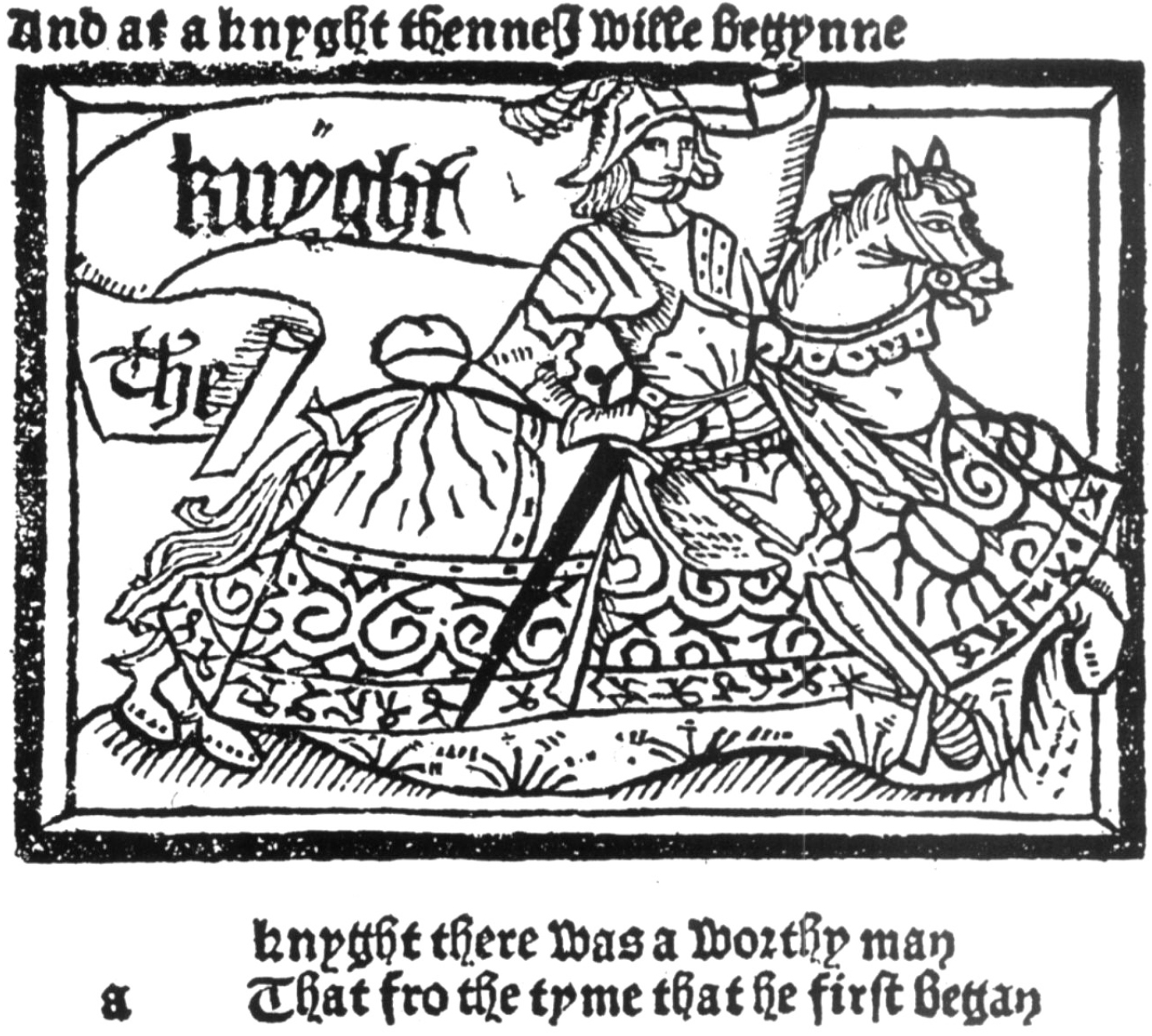
Retrato de un caballero inglés, del Prólogo General de Los cuentos de Canterbury. El caballero de la ficción interviene en muchas cruzadas, incluyendo una contra los lituanos.

Jogaila había enviado a Klemens Moskarzewski a establecer a una guarnición`polaca en Vilna y estabilizara la situación, pero en lugar de eso, lo que logró fue encolerizar más a la oposición. En mayo de 1389 Jogaila intentó mediar en el conflicto entre Skirgaila y Vitautas en Lublin. Vitautas fue presionado para firmar un documento formal por el cual se declaraba leal a Skirgaila y le brindaba su apoyo, pero su posición como Duque de Lutsk no estaba reconocida formalmente Vitautas aseguró su posición en Lutsk, y enfocó sus esfuerzos en Vilna. De acuerdo al testimonio teutónico en el Concilio de Constanza, Vitautas planeó aprovechar el momento de la boda de su hermana enviando carros con carne, heno y otras mercancías a Vilna. Los carros estarían escoltados por hombres armados, que capturarían el castillo una vez dentro de la ciudad. Este plan fue descubierto por un espía alemán y los conspiradores fueron ejecutados. Por otro lado, dos de los aliados más fuertes de Vitautas, su hermano Tautvilas y su cuñado Iván Olshanski, perdieron sus propiedades en Navahrudak y Halshany.
Vitautas buscaría entonces la alianza militar con los Caballeros, enviando al caballero cautivo Marquard von Salzbach a negociar. El 19 de enero de 1390 en Lyck, Vitautas firmó el Tratado de Lyck confirmando los términos de una tratado anterior, el Tratado de Königsberg, firmado en 1384 durante su primer conflicto con Jogaila. Según los términos de este tratado, a los Caballeros se les prometía Samogitia, por encima del río Nevėžis, a cambio de su ayuda militar. Como ya habían sido traicionados, los Caballeros pidieron rehenes que garantizaran la lealtad de Vitautas: sus hermanos Žygimantas y Tautvilas, su mujer Ana, su hija Sofía, su hermana Rymgajla, su favorito Iván Olshanki, y otros nobles.

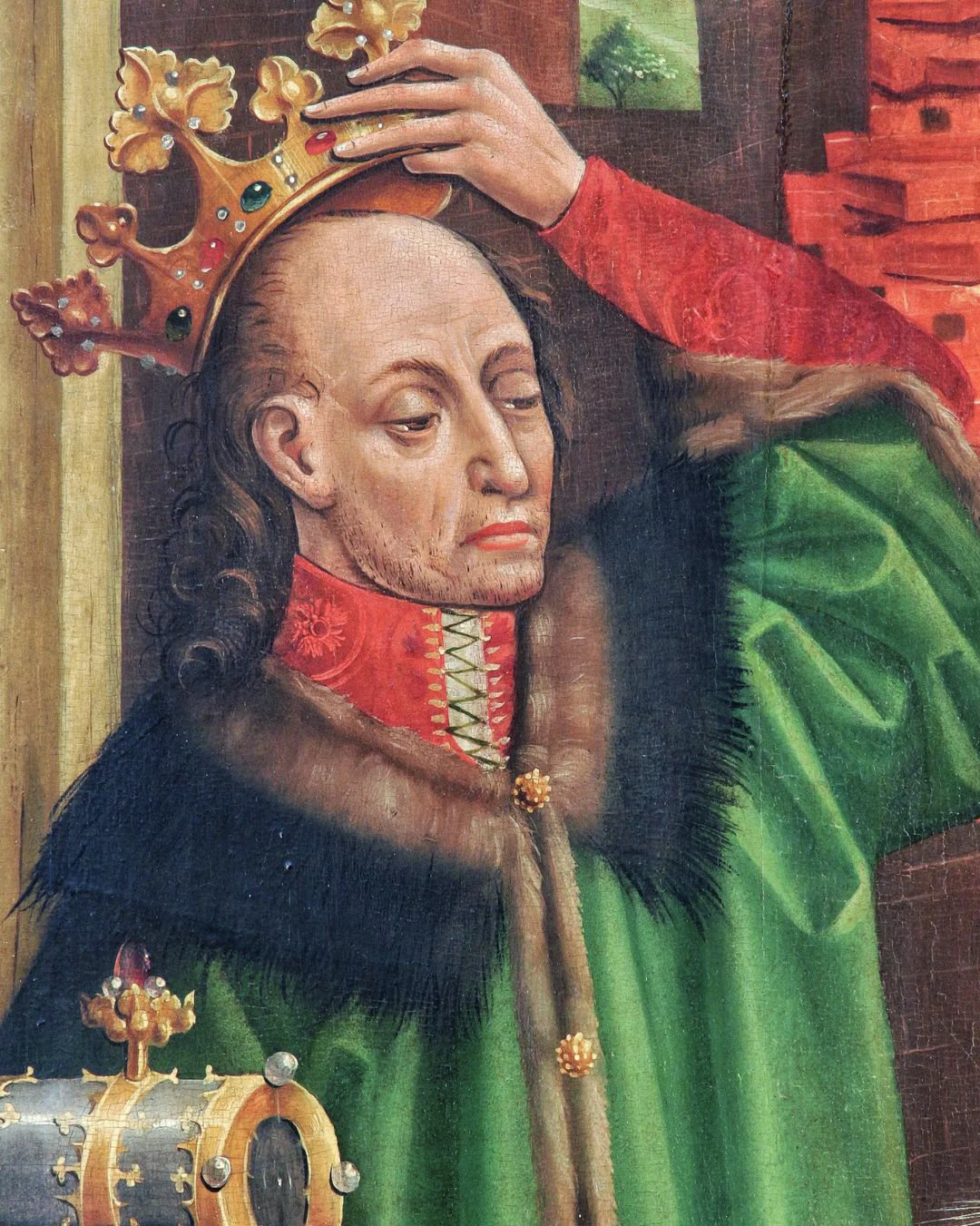
Jogaila, posteriormente conocido como Vladislao II de Polonia Władysław II Jagiełło

En mayo una delegación de treinta y un nobles samogitios llegaron a Königsberg y le prometieron lealtad a Vitautas firmando el Tratado de Königsberg de 1390. Las fuerzas conjuntas de Vitautas y los Caballeros Teutónicos consistían en gran parte en voluntarios y mercenarios de Europa occidental, sobre todo de Francia, los estados alemanes e Inglaterra. Enrique, earl de Derby, el futuro Enrique IV de Inglaterra y el Mariscal de Francia Jean Le Maingre estaban entre los participantes. Los cruzados ingleses dejaron de registros detallados de sus acciones en Prusia y Lituania, y sus proezas son mencionadas por Geoffrey Chaucer en Los cuentos de Canterbury, posiblemente como cumplido hacia los caballeros ingleses y su futuro rey. Mientras tanto, Jogaila alcanzó algunos éxitos militares, capturando sus tropas varios castillos en Podlaquia, dejándolas guarecidas de guarniciones polacas, y, tras un asedio de seis semanas, tomó Hrodna en abril de 1390.
La coalición organizó una serie de pequeñas campañas en Lituania; la más grande de las cuales sería llevada a cabo a finales de verano. Durante esta campaña los Caballeros quemaron castillos de madera en Kernavė, posiblemente la primera capital de Lituania, que nunca se recuperaría de la destrucción. Mientras el ejército asediaba Georgenburg, el Gran maestre Conrad Zöllner von Rothenstein murió. La coalición decidió abandonar este asedio y dirigirse contra Vilna directamente en su lugar, ya que no sería fácil volver a juntar un gran ejército. El 11 de septiembre de 1390 las fuerzas combinadas iniciaron un sitio de cinco semanas sobre la ciudad. Los castillos de Vilna estaban en poder de Skirgaila, que mandaba a troaps polacas, lityuanas y rutenas. Los Caballeros redujeron gran parte de la ciudad exterior a ruinas y destruyeron el complejo del castillo, que nunca sería reconstruido. 
El hermano de Vitautas, Tautvilas Kęstutaitis, y el de Jogaila, Karigaila murieron durante el asedio. Las cosas se complicaban para los asediadores. Sus suministros de pólvora estaban disminuyendo, el tiempo estaba estropeándose, los plazos de servicio para algunos mercenarios se acababan, y los Caballeros debían elegir a un nuevo Gran Maestre. Decidieron volver a Prusia. El asedio no solucionó el conflicto, pero demostró la creciente insatisfacción con Jogaila de los habitantes de la región.

### 1391-1392

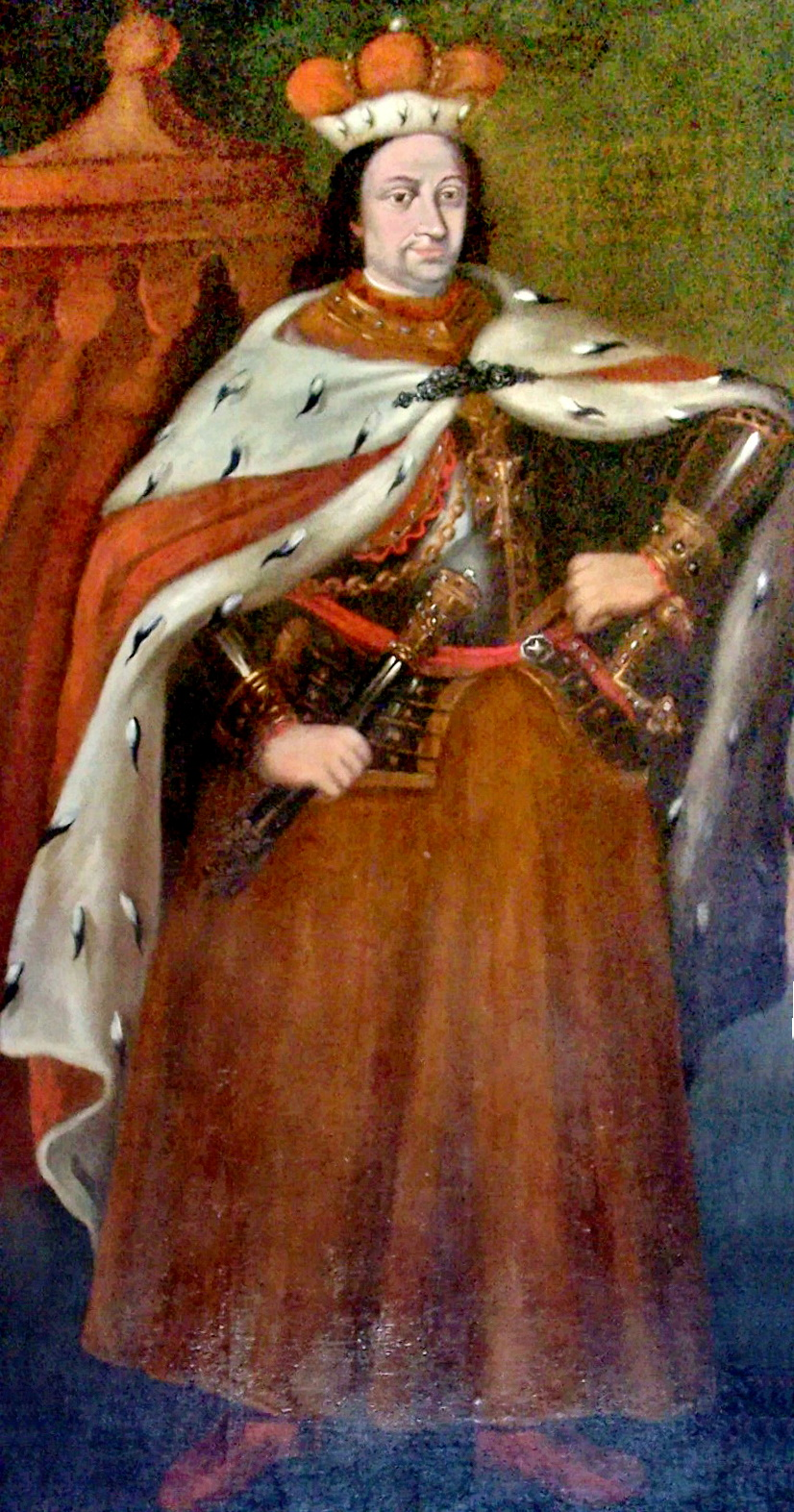
Vitautas el Grande.

El 21 de enero de 1391, la única hija de Vitautas, Sofía de Lituania, se casó con Basilio I, Gran Duque de Moscú. Esta alianza fortaleció la influencia de Vitautas en tierras eslavas y representaba un potencial nuevo aliado contra Polonia. Al mismo tiempo, el hermano de Jogaila Lengvenis estaba perdiendo su poder en Nóvgorod en beneficio de Moscú. Los Caballeros Teutónicos estaban ociosos durante la prolongada selección de su nuevo Gran Maestre, Konrad con Wallenrode; su capítulo retrasaba su elección. En mayo de 1391 el nuevo maestre hipotecó Złotoria (Slatoria), un castillo derca de Thorn, de Władysław Opolczyk, conde palatino de Segismundo de Hungría, por 6,632 guldens. Esto irritó a Jogaila, que invadió Dobrzyń aunque fue expulsado.
Von Wallenrode reclutó más voluntarios en Francia, Inglaterra y Escocia. Entre los que fueron estaban William Douglas de Nithsdale. Durante el otoño de 1391 los Caballeros Teutónicos organizaron otra campaña contra Vilna. En Kaunas organizaron un pródigo banquete, que fue descrito en Konrad Wallenrod, un poema de 1828 de Adam Mickiewicz. Devastaron las ciudades cercanas de Ukmergė y Maišiagala, pero les faltaron medios para asediar de nuevo Vilna. En noviembre de 1391 Vitautas atacó las áreas cercanas a Merkinė y Hrodna, cortando la ruta de comunicación más fácil entre Jogaila Y Skirgaila.
Mientras los caballeros compraban terrenos en Prusia. En mayo de 1392 von Vallerode inició negociaciones con Segismundo I de Hungría para comprar Neumark por 500.000 guldens. Se abandonaron las negociaciones ya que el título estaba en disputa entre varios duques. La compra de Neumark se cerraría solamente con Jobst de Moravia en 1402. Durante julio de 1392 los caballeros acordaron pagarle a Władysław Opolczyk 50,000 guldens por Dobrzyń, que había estado disputada entre los duques Piast desde 1377. Opolczyk, gobernante de Opole, en Silesia, tenía poco interés en las volátiles regiones del norte. En 1392 propuso una partición de Polonia entre los Caballeros Teutónicos, el Sacro Imperio Romano, Silesia e Hungría, pero fue rechazada. Estas adquisiciones por parte de los Caballeros ponían en peligro las fronteras septentrionales de Polonia.
Ni Jogaila ni Vitautas habían conseguido una ventaja clara, y los territorios del Gran Ducado afectados por la guerra estaban devastados. Los Szlachta estaban descontentos con la guerra; Jogaila estaba dedicando mucho tiempo a los asuntos lituanos y los esperados beneficios de la Unión de Krewo no se habían materializado. La Unión se suponía que fortalecería el dominio polaco de Galitzia, Moldavia, y Valaquia en lugar de crear nuevos problemas en el norte. Jogaila tenía problemas en el ordenamiento de su corte, batallas en el sudeste, y una esposa enfermiza. Intentó reemplazar a Skirgaila por su hermano menor Vygantas, pero éste murió en extrañas circunstancias -según los rumores fue envenenado o por Vitautas o por Skirgaila. Klemens Moskarzewski fue reemplazado por Jan Oleśnicki de Cracovia como gobernador de Vilna. Jogaila decidió concretar un pacto con Vitautas.

## Pacto de Ostrów
En primavera de 1392 Jogaila, a través de su enviado Enrique de Masovia, obispo de Płock, le presentó un pacto a Vitautas: éste se convertiría en Gran Duque de Lituania su reconocía a Jogaila como el duque supremo. Hacia verano Vitautas había asegurado la liberación de muchos de los rehenes que había dejado en manos de los Caballeros, y, libre de presiones por ese lado, aceptó la oferta. Vitautas consiguió engañar a los Caballeros y que no sospecharan nada cuando les invitó a su cuartel general, el Castillo de Rittersweder en una isla del río Niemen. La mayoría de los invitados más eminentes fueron hechos prisioneros y el ejército de Vitautas procedió a atacar y destruir los desprevenidos castillos de madera de Rittersweder, Metenburg y Neugarten (Nuevo Hrodna), cerca de Hrodna.
El Pacto de Ostrów, que formalizaba el acuerdo y ponía fin a la guerra civil, fue firmado el 4 de agosto de 1392. Vitautas se convirtió en Gran Duque y reclamó su patrimonio de Trakai, mientras que Skirgaila era enviado a la ciudad periférica de Kiev, donde moriría en 1397. A pesar de que Vitautas era en teoría un vasallo de Jogaila, ejercía un considerable poder en el Gran Ducado. Su independencia fue legalizada en el Pacto de Vilna y Radom de 1401. Vitautas gobernó Lituania hasta su muerte en 1430, su relación con su primo Jogaila durante esos años parece haber sido tan pacífica en poder compartido como la de sus padres Algirdas y Kęstutis. Los Caballeros, traicionados por segunda vez, continuaron sus guerras contra Lituania. Buscaron la manera de tomar Samogitia, que Vitautas les había prometido en dos ocasiones. El Tratado de Salynas, firmado en 1398, entregaba Samogitia a los Caballeros, para tranquilizar el frente occidental del Ducado mientras Vitautas organizaba una gran campaña contra la Horda de Oro. Vitautas sufrió una gran derrota en la Batalla del río Vorskla en 1399. Los primos unirían sus fuerzas en la batalla de Grunwald en 1410, que acabaría con la amenaza de los Caballeros Teutónicos.